# كالفين إل. نوبل
كالفين إل. نوبل (بالإنجليزية: Calvin L. Noble) هو قاضي ومحامي وصحفي وسياسي أمريكي، ولد في 1813، وتوفي في 1889. حزبياً، نشط في الحزب الديمقراطي. وقد انتخب عضو مجلس نواب أوهايو.